# Force Reconnaissance
 Der er for få eller ingen kildehenvisninger i denne artikel, hvilket er et problem. Du kan hjælpe ved at angive troværdige kilder til de påstande, som fremføres i artiklen.

Force Reconnaissance er en af United States Marine Corps specialstyrker. Force Reconnaissance blev grundlagt i 1954 i Camp Pendleton.
Force Reconnaissance udfører efterretning, redning krigsførelse og anti-terrorist operationer, det vil sige ukonventionel krigsførelse. I Irakkrigen fungerede Force Reconnaissance som en søfartsstøtte til søgen efter terrorister og oprørere. Da det er en maritim elitegruppe, skal ansøgere tjene i Marine Corps 3-4 år, før de flytter til Force Reconnaissance.
| Militær | Spire Denne artikel om militær er en spire som bør udbygges. Du er velkommen til at hjælpe Wikipedia ved at udvide den. |